# Solaris Urbino 12 hydrogen
Solaris Urbino 12 hydrogen – niskopodłogowy autobus miejski klasy MAXI z rodziny Solaris Urbino produkowany przez przedsiębiorstwo Solaris Bus & Coach S.A. napędzany za pomocą energii elektrycznej wytwarzanej przez wodorowe ogniwo paliwowe. Został zaprezentowany w 2019 r. jako rozwinięcie modeli Urbino 12 oraz jego elektrycznej wersji Urbino 12 electric.

## Historia

### Geneza
Spółka Solaris Bus & Coach zaczęła produkcję autobusów miejskich pod własną marką w 1999 r., prezentując rodzinę Solaris Urbino. W 2001 r. po raz pierwszy zaprezentowano pojazd Solaris z napędem elektrycznym – trolejbus Solaris Trollino 12. W 2004 r. zaprezentowano pierwszy niskoemisyjny autobus Solaris z napędem na gaz CNG, a w 2006 r. pierwszy na świecie seryjnie produkowany autobus miejski z napędem hybrydowym Solaris Urbino 18 Hybrid. Później do oferty włączono także autobusy hybrydowe w wersji MAXI. W 2011 r. Solaris przedstawił autobus miejski klasy MIDI z napędem w 100% elektrycznym Solaris Urbino 8,9 LE electric, a w 2013 i 2014 r. elektrobusy w wersji 12- i 18-metrowej. Solaris Urbino 12 electric jako pierwszy w historii autobus elektryczny został uhonorowany tytułem Bus of the Year 2017. W 2018 r. Solaris był drugim w Europie największym producentem autobusów elektrycznych z udziałem w rynku wynoszącym 14%. 
Pierwszą konstrukcją autobusu miejskiego Solaris z napędem wspomaganym energią elektryczną wytwarzaną przez wodorowe ogniwa paliwowe był zrealizowany w 2014 r. kontrakt na dostawę dwóch autobusów Urbino 18,75 electric dla Hochbahn Hamburg. Dzięki zastosowaniu takiej technologii autobusy te mogą pokonać dziennie do 300 km, co jest niemożliwe w przypadku autobusów z napędem tylko elektrycznym bez doładowywania baterii w ciągu dnia. W 2018 r. Solaris dostarczył kolejne pojazdy wykorzystujące jako napęd pomocniczy wodór. Były to trolejbusy Trollino 18,75 dla przewoźnika miejskiego z Rygi. Dzięki wykorzystaniu ogniwa paliwowego ryskie solarisy są w stanie pokonać do 100 km bez sieci trakcyjnej, nie emitując spalin, a także bez konieczności montażu masywnych i zajmujących miejsce baterii magazynujących energię.

### Urbino 12 hydrogen

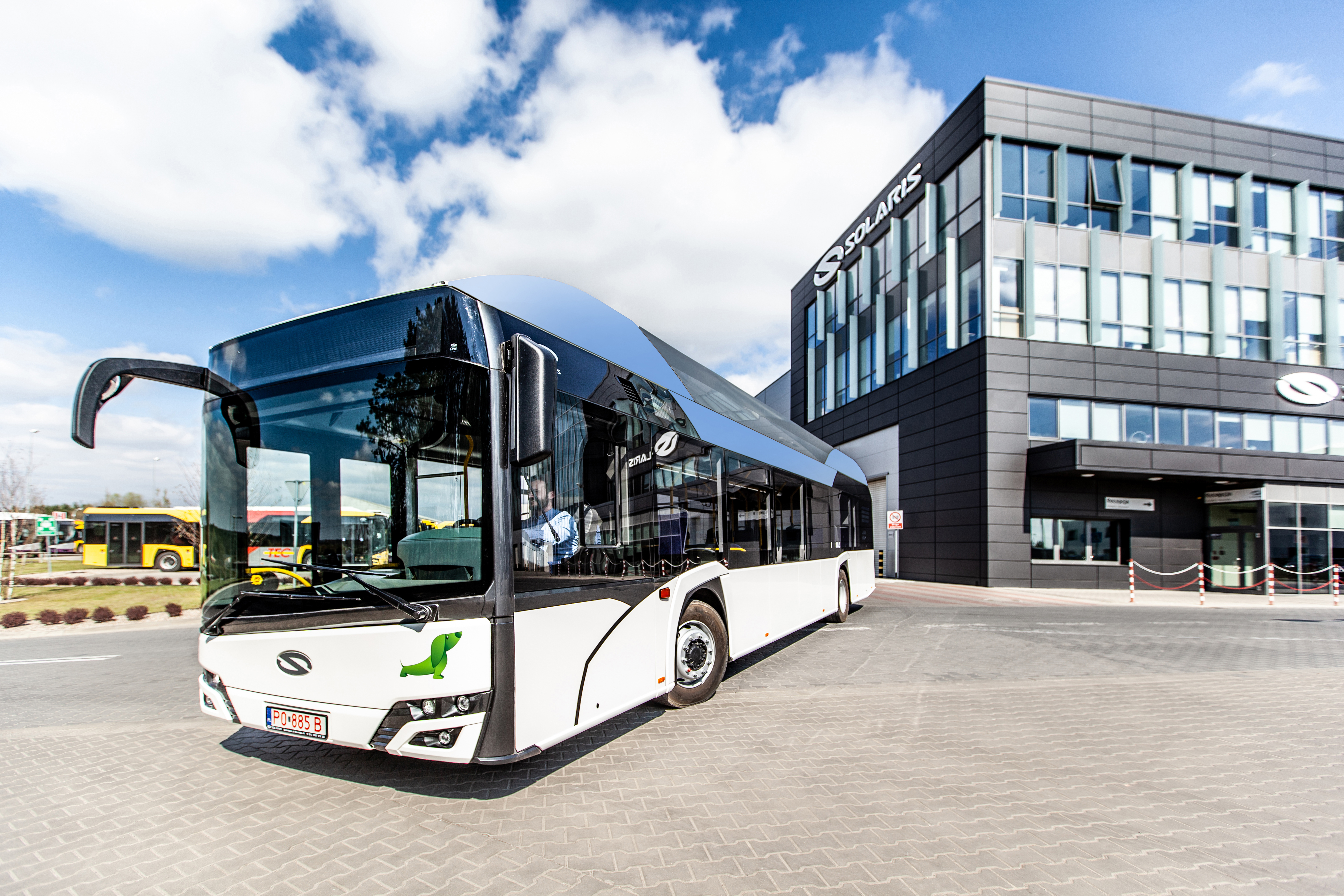
Prototyp Urbino 12 hydrogen

W czerwcu 2018 r. poinformowano, iż na przyszły rok planowana jest premiera autobusu miejskiego Solaris Urbino 12 hydrogen z napędem w 100% opartym na wodorze. Jeszcze przed premierą autobusu, Urbino 12 hydrogen wyróżniono nagrodą niemieckiego czasopisma „Busplaner” w kategorii „pojazd koncepcyjny”. W kwietniu 2019 r. nowy pojazd pierwszy raz przedpremierowo pokazano na terenie zajezdni MZK Piła, gdzie trafił na kilkudniowe testy. W maju 2019 r. Solaris pozyskał pierwsze zamówienie na Urbino 12 hydrogen. 10 sztuk nowego modelu, z opcją na 2 kolejne, ma trafić w 2020 r. do włoskiego Bolzano. W czerwcu 2019 r. podczas wystawy UITP w Sztokholmie miała miejsce oficjalna premiera Solarisa Urbino 12 hydrogen. Jednocześnie poinformowano, że planowane są dziesięciotygodniowe testy wodorowego Urbino przez RATP w Paryżu, które odbyły się w 2020 r. W sierpniu 2019 r. prototypowy autobus trafił na pierwsze testy z pasażerami – przez tydzień jeździł w barwach przewoźnika Postbus po ulicach Grazu. Pierwszym przewoźnikiem, któremu dostarczono Solarisy Urbino 12 hydrogen, stało się w 2021 r. RVK z Kolonii. 
W 2022 r. Solaris zaprezentował drugi model autobusu z napędem wodorowym – Urbino 18 hydrogen.

## Konstrukcja i dane techniczne
| Wymiary i dane podstawowe:   | Wymiary i dane podstawowe:                                                         |
| ---------------------------- | ---------------------------------------------------------------------------------- |
| Długość                      | 12 000 mm                                                                          |
| Szerokość                    | 2550 mm                                                                            |
| Wysokość                     | 3300 mm                                                                            |
| Zwis przedni / tylny         | 2700 mm / 3400 mm                                                                  |
| Rozstaw osi                  | 5900 mm                                                                            |
| Kąt natarcia / zejścia       | 7° / 7°                                                                            |
| Wysokość wejścia nad jezdnią | 350 mm (250 mm przy przyklęku)                                                     |
| Układ napędowy:              |                                                                                    |
| Ogniwo paliwowe              | Ogniwo o mocy 60 kW                                                                |
| Silnik elektryczny           | Silnik asynchroniczny w osi ZF AVE110 (2 × 110 kW)                                 |
| Zbiorniki wodoru             | Butle kompozytowe 5 × 312 l na dachu pojazdu                                       |
| Baterie trakcyjne            | Litowo-jonowe „Solaris High Power” (29,2 kWh), dodatkowe ładowanie złączem plug-in |
| Podwozie i układ jezdny:     |                                                                                    |
| Oś przednia                  | Oś ZF niezależna lub sztywna (opcja)                                               |
| Oś tylna (napędowa)          | ZF z silnikami elektrycznymi                                                       |
| Układ smarowania             | Centralny punkt smarowania na smar stały lub półpłynny (opcja)                     |
| Układ kierowniczy            | ZF Servocom                                                                        |
| Hamulce                      | EBS, ABS, ASR, hamulec ręczny, hamulec przystankowy; opcjonalnie ESC               |
| Nadwozie i wnętrze:          |                                                                                    |
| Szkielet                     | Ze stali nierdzewnej                                                               |
| Układ drzwi                  | 1-2-2 2-2-2 1-2-0 2-2-0                                                            |
| Szerokość drzwi              | 1250 mm                                                                            |
| Liczba miejsc siedzących     | maks. 37+1                                                                         |
| Instalacja elektryczna       | Oparta na magistrali CAN                                                           |

### Układ napędowy
Solaris Urbino 12 hydrogen jest pojazdem całkowicie bezemisyjnym. Wodór, stanowiący podstawę napędu autobusu, gromadzony jest w butlach kompozytowych na dachu autobusu nad pierwszą osią. Pozwalają one na zgromadzenie maksymalnie 37,5 kg wodoru. Trafia on do ogniwa paliwowego o mocy 60 kW, gdzie energia wydzielana z reakcji połączenia wodoru z tlenem zamieniana jest w energię elektryczną magazynowaną w bateriach litowo-jonowych „Solaris High Power” o pojemności 29,2 kWh. Dodatkowo jest możliwe jej ładowanie za pomocą złącza plug-in. Bateria dostarcza energię elektryczną do silników, wspomagając ogniwo paliwowe w momentach największego zapotrzebowania na moc. Pojazd napędza elektryczna oś napędowa ZF o mocy 2 × 110 kW. Dzięki zastosowaniu takich rozwiązań technicznych, Solaris Urbino 12 hydrogen może przejechać na jednym tankowaniu do 350 km w warunkach eksploatacyjnych przy zużyciu wodoru na poziomie 9 kg/100 km, co nie jest możliwe przy zastosowaniu jedynie baterii do gromadzenia energii elektrycznej bez konieczności ładowania autobusu w ciągu dnia. Jedyne efekty uboczne reakcji zachodzących w ogniwie paliwowym to para wodna oraz ciepło, które może być wykorzystywane do ogrzewania autobusu.

### Podwozie
Podwozie autobusu opiera się na rozwiązaniach znanych z modelu Urbino 12 electric IV generacji. Przednia oś pojazdu to niezależna, lub opcjonalnie sztywna, oś produkcji ZF, natomiast tylna napędowa to oś ZF AVE110. Podobnie jak inne modele z rodziny Solaris Urbino, autobus wyposażony jest w zawieszenie ECAS z funkcją przyklęku (70 mm) oraz podnoszenia (60 mm). W Solarisie Urbino 12 hydrogen zastosowano układ kierowniczy ZF Servocom. Pojazd wyposażono w szereg systemów bezpieczeństwa: ABS, EBS, ASR, ESC (opcjonalnie), a także w hamulec przystankowy i ręczny.

### Nadwozie i wnętrze
Szkielet autobusu wykonano ze stali odpornej na korozję, a wszystkie panele boczne i czołowe nadwozia są demontowalne. Zarówno wewnętrzny, jak i zewnętrzny design został zaczerpnięty bezpośrednio z IV generacji autobusów Solaris Urbino w wersji po faceliftingu w 2018 r. Wejście na pokład autobusu umożliwiają dwie lub trzy pary dwuskrzydłowych drzwi (opcjonalnie pierwsze drzwi mogą być jednoskrzydłowe) o szerokości 1250 mm. W drugich drzwiach zamontowana jest ręczna lub elektryczna rampa dla osób niepełnosprawnych. Naprzeciwko nich znajduje się przestrzeń dla wózków inwalidzkich lub dziecięcych. Autobus jest całkowicie niskopodłogowy bez stopni poprzecznych w przestrzeni pasażerskiej. Maksymalnie, w zależności od indywidualnych potrzeb zamawiającego, może się w nim znaleźć 37 miejsc siedzących. W wyposażeniu opcjonalnym znajduje się klimatyzacja przestrzeni pasażerskiej oraz kabiny kierowcy. Ogrzewanie odbywa się za pomocą pompy ciepła CO2, która wykorzystuje ciepło powstałe w ogniwie paliwowym. Takie rozwiązanie pozwala na zwiększenie zasięgu pojazdu przy zachowaniu jego bezemisyjności dzięki wyeliminowaniu ogrzewania elektrycznego lub na olej opałowy znanego z autobusów bateryjnych.

## Eksploatacja
| Państwo              | Miasto                                    | Przedsiębiorstwo | Liczba sztuk | Lata dostaw | Źródło               |
| -------------------- | ----------------------------------------- | ---------------- | ------------ | ----------- | -------------------- |
| Austria              | Villach                                   | Postbus          | 0 z 5        | 2022        | [ 21 ]               |
| Czechy               | Uście nad Łabą                            | DP               | 0 (20)       | 2023–2030   | [ 22 ]               |
| Holandia             | regiony Hoekse Waard i Goeree-Overflakkee | Connexxion       | 23           | 2021        | [ 23 ] [ 24 ]        |
| Holandia             | Zutphen, Apeldoorn, region Achterhoek     | Arriva           | 10           | 2021        | [ 25 ] [ 26 ]        |
| Niemcy               | Kolonia                                   | RVK              | 15           | 2021        | [ 27 ] [ 28 ] [ 15 ] |
| Niemcy               | Wuppertal                                 | WSW Mobil        | 10           | 2021        | [ 27 ] [ 28 ] [ 29 ] |
| Polska               | Konin                                     | MZK              | 1            | 2022        | [ 30 ] [ 31 ]        |
| Polska               | Lublin                                    | ZTM              | 1            | 2023        |                      |
| Polska               | Poznań                                    | MPK Poznań       | 25           | 2023        |                      |
| Polska               | Wałbrzych                                 | MZUK Wałbrzych   | 20           | 2024-2025   | [ 32 ]               |
| Słowacja             | Bratysława                                | DP               | 4 z 40       | 2023        | [ 33 ]               |
| Szwecja              | Sandviken                                 | Transdev         | 2            | 2021        | [ 34 ] [ 35 ]        |
| Włochy               | Bolzano                                   | SASA             | 12           | 2021        | [ 10 ] [ 11 ] [ 36 ] |
| Stan na: lipiec 2024 |                                           |                  |              |             |                      |

Pierwszym przewoźnikiem, u którego pojawił się Solaris Urbino 12 hydrogen był MZK w Pile, gdzie przedpremierowo nowy autobus odbył kilkudniowe testy, natomiast pierwsze jazdy z pasażerami odbyły się u przewoźnika Postbus w Grazu. Kolejnym miastem, gdzie testowany ma być autobus jest Paryż, gdzie trafił on do RATP na 10 tygodni. Pierwszym przewoźnikiem, który zdecydował się na zakup Urbino 12 hydrogen, jest przedsiębiorstwo SASA z Bolzano, które zamówiło 10 pojazdów z opcją rozszerzenia zamówienia o 2 kolejne. Kolejnymi klientami na ten model są przewoźnicy miejscy z Wuppertalu (10 sztuk) oraz Kolonii (15 sztuk), gdzie pierwsze wodorowe autobusy marki Solaris trafiły w marcu 2021 r. Na rodzimym rynku pierwszym przewoźnikiem eksploatującym autobusy Urbino hydrogen (a jednocześnie pierwszym eksploatującym autobusy wodorowe w Polsce), jest MZK w Koninie, gdzie na czteroletnią dzierżawę trafił w 2022 r. 1 taki pojazd.
Największe zamówienie w Polsce - na 25 sztuk złożyło MPK Poznań. Autobusy zostały przekazane w 2023 roku, stanowią one największą flotę wodorowych autobusów w Polsce. Przewoźnik planuje zwiększyć ilość wodorowych autobusów, o czym mowa w najnowszym przetargu. 

## Nagrody i wyróżnienia
- Nagroda w konkursie Zrównoważony Rozwój 2019 organizowanym przez czasopismo „Busplaner” w kategorii „pojazd koncepcyjny”[7].